# Яцухаші
Яцухаші — одна з найпоширеніших місцевих японських солодощів префектури Кіото. Існують похідні кондитерські виріби під назвою «Намасухаші» та «Які яцухаші» .

## Опис
Для яцухаші використовують рисове борошно, цукор та корицю. Суміш пропарюють, потім розкочують у тонкий пласт і запікають. Форма імітує кото або міст і являє собою вигнутий прямокутник, який є опуклим у напрямку довгої осі.
Намасухаші роблять з тесту рецепту яцухаші, але без випікання. Ще листи яцухаші можуть використовуватися для загортання червоної квасолі або іншої пасти з бобів, кунжуту, фруктів та шоколаду. Намасухаші запікають у духовці або на грилі. Через однаковість назви в останні роки таку страву називають (ретронім) Які яцухаші .

## Історія походження

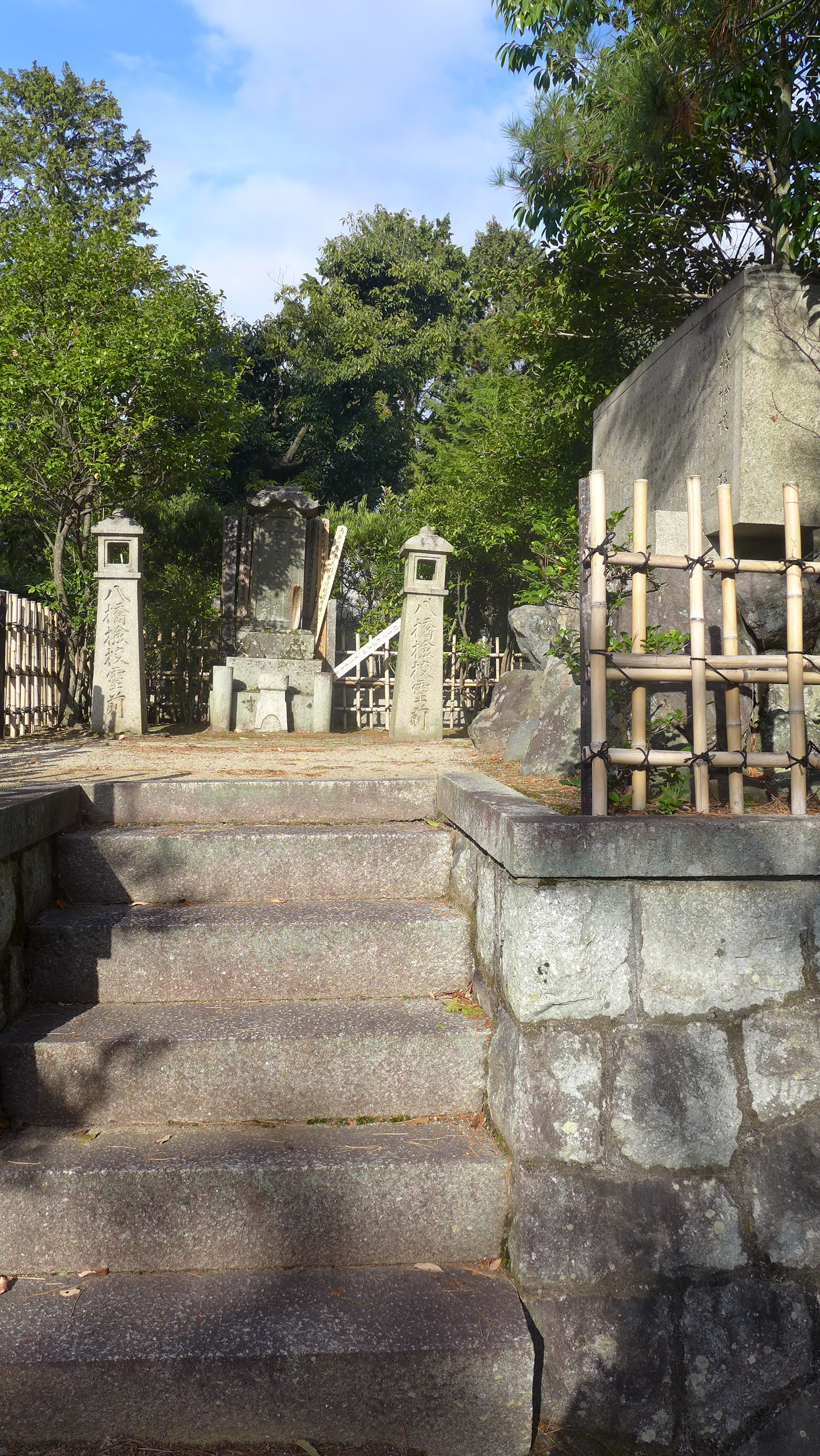
Могила Кенґьо Яцухаші в храмі Конкай Комьодзі

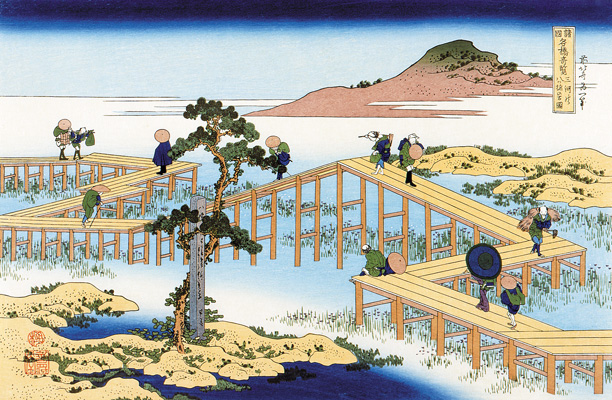
Стара карта Яцухаші в Мікаві від Кацусіки Хокусая

Походження назви Яцухаші має дві основні теорії:
- Існує теорія, згідно з якою цукерки у формі кото були названі «Яцухаші» на згадку про Кенґьо Яцухасі[ja], який вважається засновником Кенґьо Яцухасі[ja].
- Кажуть, що в пам'ять про відомого поета вака та танка Арівару Наріхіру цукерки були виготовлені у формі мостів Яцухаші в провінції Мікава, яка є місцем дії 9-го розділу «Ісе моноґатарі».

З 14 компаній, які є виробниками Яцухаші в Кіото, підтримують теорію «Яцухаші Кенґьо» та 3 підтримують теорію «Ісе Моногатарі». Усі наведені вище теорії мають спільне те, що прототип був створений в епоху Генроку (1689 рік), і що він досяг своєї нинішньої форми в епоху Кьохо .
Рік походження Яцухаші невідомий, але є багато документів, які вказують на 1689 рік (Генроку), нібито ці солодощі продавали у головному буддистському храмі Сьоґоін в районі Сакіо Кіото. Проте немає жодних подробиць, і автентичність невідома. Коли в 1879 році була проведена залізниця в Кіото, Мацутаро Нішіо почав продавати Яцухаші як сувенір на станції Кіото. В 1915 році (Тайсо 4) під час інтронізації імператора Тайсьо солодоші Яцухаші вже купували люди зі всієї країни, ті, хто відвідали Кіото під час святкування. На Всесвітній виставці в Парижі в 1900 році (Meiji 33) солодощі Яцухаші отримали срібну медаль.
У 1960-х роках було винайдено Намасухаші, а згодом з'явився продукт, який загортав бобову пасту в Намасухаші.
Сьогодні як яцухаші, так і які яцухаші визнані місцевими традиційними солодощами, що представляють Кіото. Згідно зі статистичним опитуванням у місті Кіото 96 % людей купують солодощі як сувеніри під час огляду визначних пам'яток Кіото. Однак продажі яцухаші становлять 45,6 % від загальної кількості (які яцухаші 24,5 %, яцухаші 21,1 %). Деякі ресторани використовують яцухаші як закуски перед обідом , закуску сакану до алкоголю або як інгредієнт у стравах.
У минулому які яцухаші загортали в бамбукові листя, але зараз його упаковують у вакуумній упаковці, щоб подовжити термін зберігання до 9-11 днів, якщо вакуумна тара не відкрита. Яцухаші, виготовлені традиційними методами виробництва, не мають консервантів, антиоксидантів та вакуумної тари, тому термін придатності становить 2-4 дні, залежно від сезону.

## Галерея
|         |
| Яцухаші |

|                                                  |
| Які яцухаші з чорним кунжутним тістом і начинкою |

|                                    |
| Які яцухаші з пастою з білих бобів |